# Mount Achilles (berg i Västantarktis)
Mount Achilles är ett berg i Antarktis. Det ligger i Västantarktis. Argentina, Chile och Storbritannien gör anspråk på området. Toppen på Mount Achilles är 1 280 meter över havet.
Terrängen runt Mount Achilles är kuperad västerut, men österut är den bergig. Trakten är obefolkad. Det finns inga samhällen i närheten. 